# 葛西晴胤
葛西晴胤（かさい はるたね）（1497年-1555年）是战国時代大名。葛西氏第15代当主。葛西晴重之子。子葛西親信、葛西晴信。

## 略歴
作为陸奧國戰國大名葛西氏第14代当主葛西晴重之子誕生。
按照惯例，他也接受了室町幕府第12代将軍足利义晴的偏諱而得名晴胤（別名高信（たかのぶ）是受偏讳之前的名字）。
伊達氏内部的天文之亂中，晴胤帮助了伊達晴宗扳倒了晴宗实弟，被送往葛西氏作为養子的葛西晴清（葛西牛猿丸），为此强化了与伊達氏的同盟关系。后来，葛西氏的居城也从石卷城搬到了寺池城，为葛西氏成为戰國大名奠定了基础。但是在此时期的葛西氏却发生了两起骚动，但是在他的统治年代下没有留下其他的消息。

## 脚注

### 引用链接
1. ↑  根据陸奥盛岡藩的系谱。
2. ↑  根据仙台藩系的系譜，葛西牛猿丸（伊達稙宗七男）不是葛西晴胤的养子，而是葛西晴重的養子。